# Евгения Радева
Евгения Евгениева Радева е български сценарист.

## Биография
Родена е в град София на 26 януари 1926 г. Не успява да завърши юридическото си образование.

## Филмография
- Лошо момче (1992)
- За една тройка (1983)